# Karlheinz Rüdiger
Karlheinz Rüdiger  (* 29. September 1908 in Breslau, Provinz Schlesien; † 31. Januar 1943 südlich vom Ladogasee, Sowjetunion) war ein deutscher Schriftleiter. Er leitete die Pressehauptstelle im Amt Rosenberg in Berlin.

## Leben und Wirken
Er stammte aus Schlesien. Nach dem Schulbesuch studierte Rüdiger an der Universität Breslau naturwissenschaftliche Fächer. Er wurde Ende 1931 hauptamtlicher Hitlerjugend-Führer und trat zum 1. Oktober 1932 der NSDAP bei (Mitgliedsnummer 1.224.093). Ab 1. April 1935 war er Leiter der Pressehauptstelle, des späteren Presseamtes im Amt Rosenberg und gehörte als Oberbannführer gleichzeitig der Reichsjugendführung an. Am 20. April 1942 wurde er als Reichsamtsleiter und Bereichsleiter der NSDAP bestätigt. Er wohnte zuletzt in Kleinmachnow und fiel 1943 im Zweiten Weltkrieg an der Ostfront.

## Publikationen (Auswahl)
- Geistige Kriegsbereitschaft. Eher, Berlin 1940.
- Der Krieg der Freimaurer gegen Deutschland. Oberkommando der Wehrmacht, Abt. Inland, 1941.
- Freimaurerei in England. In: Nationalsozialistische Monatshefte, 1941, S. 9–20.
- (Hrsg.) Tradition und Gegenwart. Alfred Rosenberg. Reden und Aufsätze 1936-1940. Eher, München 1941; 4. Aufl. München 1943.
- Das Werk Alfred Rosenbergs. Eine Bibliographie. Eher, München [1942].